# Александр Александрович (сын Александра III)
Великий князь Алекса́ндр Алекса́ндрович (26 мая (7 июня) 1869 — 20 апреля (2 мая) 1870) — второй ребёнок и сын великого князя Александра Александровича (будущего императора Александра III) и Марии Фёдоровны. Был третьим, после отца и старшего брата Николая, в порядке престолонаследия.

## Смерть
Скончался от бактериального менингита в возрасте 11 месяцев 20 апреля 1870 года (по старому стилю). Наблюдавшие младенца врачи — лейб-акушер Яков Шмидт, педиатр Карл Раухфус и лейб хирург Густав Гирш детально фиксировали ход болезни. В бюллетене отмечалось, что в ночь с 15 на 16 апреля после вторичного гриппа и минувшего прилива к правому лёгкому появились признаки острого поражения мозговых оболочек. 17 апреля отмечалось некоторое улучшение состояния больного, 18 — «лихорадочное состояние умеренное», 19 — «большей частью был в сознании», но на следующий день наступило ухудшение и скоропостижная смерть.
Единственная его фотография сделана родителями посмертно.
Смерть «ангела Александра» после скоротечной болезни тяжело переживалась родителями, судя по их дневникам, и стала первой потерей родственников в жизни Марии Фёдоровны (ей предстояло пережить не только Александра, но и всех своих сыновей). Великого князя Александра на смертном одре зарисовал И. Н. Крамской. Смерть маленького Александра послужила сближению родителей, незаметному в первые годы брака. Перед гробом с телом ребёнка по ночам дежурил адъютант цесаревича Александра (будущего Александра III) Сергей Дмитриевич Шереметев, сопровождавший тело верхом в крепость.
Похоронен в центре северного нефа петербургского Петропавловского собора в саркофаге из белого мрамора в ограде. На верхней грани саркофага — позолоченный крест из бронзы, на боковой — бронзовая доска с начертанной на ней эпитафией.